# Hektor
Hektor je v Homerjevi Iliadi sin trojanskega kralja Priama in Hekabe; Andromahin mož in eden glavnih trojanskih junakov.
Ubil ga je Ahil in s tem maščeval smrt Patrokla.